# Resclosa i canal de l'Arquet
La Resclosa i canal de l'Arquet és una obra de Ripoll protegida com a Bé Cultural d'Interès Local.

## Descripció
La resclosa, de forma de mig arc, té com a estreps, roca natural per la banda del Raval i mur de formigó armat per la banda que dona al carrer del Prat. Des de la resclosa surt, a mà esquerra, el canal del mateix nom, el de més poca longitud de tots els canals que hi ha a Ripoll. Durant el seu trajecte el canal, de 120 m de llargada, passa per sota de diversos edificis i per davant del fragment de muralla. Dels elements constructius, a base de pedra, destaca la base d'un contrafort, fet de pedres carejades d'unes dimensions considerables.